# Karat (band)
Karat is een in 1975 in Berlijn geformeerde Duitse band, een van de meest succesvolle in de DDR en succesvol met Duitstalige rockmuziek. Het bekendste nummer van de band is Über sieben Brücken mußt du gehn. Van 1 januari 2006 tot 19 juni 2007 noemde de groep zichzelf K…!

## Geschiedenis

### De formatie
Toen het jazzconcept van zijn groep Panta Rhei halverwege de jaren 1970 aan populariteit verloor, besloot bassist Henning Protzmann een nieuwe band te formeren. Het doel was het produceren van muziek die het publiek aansprak, maar toch veeleisend was. Toen Protzmann gitarist Ulrich Pexa ontmoette, voorheen in dienst van Frank Schöbel, die de naam Karat voor de band voorstelde, evenals zanger Hans-Joachim 'Neumi' Neumann, drummer Konrad Burkert en toetsenist Christian Steyer, konden in het najaar van 1974 de eerste repetities van de nieuwe band beginnen. Na drie weken verliet Steyer het project om als acteur zijn geluk te beproeven. In zijn plaats werd Ulrich 'Ed' Swillms, de voormalige pianist van Panta Rhei, die in zijn vakgebied als een beroemdheid werd beschouwd, aangenomen. Met Ed Swillms voegde voormalig Panta Rhei-zanger en gitarist Herbert Dreilich zich bij de band, en de oprichtende bezetting van Karat was geboren. Nadat ze hun eerste vier radio-opnamen hadden gemaakt (Du und ich, Schwester, Leute, welch ein Tag en Ich lauf’ durch die Stadt, opgenomen van 24 tot 28 januari 1975), gaf Karat hun eerste concert op 22 februari 1975 in Heidenau nabij Dresden.

### 1975 tot 1978
Tegen het einde van 1975 had Karat in totaal 13 radio-opnamen gemaakt, wat de band snel beroemd maakte, hoewel de kritiek op de eerste nummers gemengd was. Sinds juni 1976 vervingen Bernd Römer (gitaar) en Michael Schwandt (drums), beiden van de Horst Krüger Band, Ulrich Pexa en Konrad Burkert. In 1977 ging Hans-Joachim 'Neumi' Neumann in militaire dienst, waardoor Herbert Dreilich, voorheen gitarist en zanger tegelijk, de enige zanger werd. Zijn stem werd uiteindelijk het handelsmerk van Karat. Inmiddels werden de eerste grote successen behaald met de lyrische nummers Märchenzeit en Abendstimmung, die de basis vormden voor de typische stijl van Karat. Het winnen van een gouden medaille begin 1977 en het winnen van de FDJ-kunstprijs voor de studentenconcerten over de geschiedenis van rockmuziek georganiseerd door Karat, documenteren ook de opkomst van de band tot een van de toonaangevende rockformaties in de DDR. Er is weinig bekend over het eerste bezoek van Karat aan West-Berlijn. In juni 1977 mochten ze optreden in de Neue Welt in Hasenheide als onderdeel van een SEW-persfestival. Door het winnen van de Grand Prix op het Internationale Schlager Festival in 1978 met de nummers König der Welt en Über sieben Brücken mußt du gehn, bereikte Karat hun definitieve doorbraak. Ook het staatslabel Amiga voor lichte muziek werd opmerkzaam op Karat dankzij het langdurige succes. De eerste lp Karat kwam uit in 1978 en bevat een selectie van de tot dan toe gemaakte radio-opnamen.

### 1979 tot 1982
Al in 1979 werd het tweede album Über Sieben Brücken uitgebracht door Amiga. In september 1979 mocht Karat voor het eerst commercieel optreden in West-Berlijn. Door tussenkomst van Peter Schimmelpfennig, die de Puhdys al onder contract had, en zijn muzieklabel Pool Records kon platenmaatschappij Teldec in Hamburg worden overgehaald. Na een paar weken werd in West-Duitsland het tweede album Albatros uitgebracht, waarvoor Karat in 1984 een gouden plaat ontving. Na een uitgebreid tourneeseizoen met talrijke gastoptredens in het buitenland, verscheen in het voorjaar van 1980 het album Schwannkönig, dat gekenmerkt werd door lyrische nummers, waarvan de teksten voornamelijk afkomstig waren van de journalist Norbert Kaiser. Kaiser werkte als belangrijkste tekstschrijver van Karat vanaf dat moment tot 1986. Schwannkönig werd gelijktijdig uitgebracht in beide delen van het verdeelde Duitsland en zette het succesverhaal van Karat voort, maar kreeg ook kritiek op de poëtische en muzikale ontwikkeling van de band. Tegelijkertijd vertolkte Peter Maffay het nummer Über sieben Brücken musst Du geh’n, wat een groot succes voor hem werd. In 1981 nam Thomas Natschinski het stokje over als tweede toetsenist. In de rol van gastmuzikant moest hij Swillms vertegenwoordigen bij verschillende optredens om hem genoeg tijd te geven om nieuwe nummers te kunnen componeren. In september 1981 presenteerde Karat het nummer Der blaue Planet voor het eerst als onderdeel van een liveoptreden op Wereldvredesdag op de August-Bebel-Platz in Oost-Berlijn. De single, die iets later uitkwam, werd een bestseller en verhoogde de verwachtingen van publiek en media voor het nieuwe album aanzienlijk. Sterker nog, de band boekte in 1982 misschien wel het grootste succes in hun geschiedenis met het muzikaal en thematisch complete album Der blaue Planet. De daaropvolgende tournee bereikte haar hoogtepunt in een groot concert in de uitverkochte Waldbühne in West-Berlijn. In datzelfde jaar trad Karat als eerste en enige Oost-Duitse band op in Wetten, dass..?.

### 1983 tot 1988
In het voorjaar van 1983 ontving de band in West-Duitsland een gouden plaat voor Der blaue Planet. Datzelfde jaar produceerde Karat hun volgende lp Die sieben Wunder der Welt, die begin 1984 werd uitgebracht. De plaat was succesvol, maar kon niet evenaren aan het succes van de vorige platen. In de Bondsrepubliek Duitsland werden Die sieben Wunder der Welt voor het eerst op cd aangeboden, naast het destijds verplichte lp-formaat en muziekcassette. In maart 1984 werd Thomas Natschinski, die zich meer wilde richten op het realiseren van zijn eigen projecten, vervangen door de voormalige Stern Combo Meissen-toetsenist Thomas Kurzhals. De positie van tweede toetsenist werd nu beschouwd als een vaste waarde in de band en Kurzhals werd het zesde permanente lid van Karat. Op 7 oktober 1984 ontvingen Karat en tekstschrijver Norbert Kaiser de Nationale Prijs voor Kunst en Cultuur door het staats- en partijhoofd Erich Honecker. In hetzelfde jaar werd Karat in Cuba door het grootste jeugdtijdschrift van het land uitgeroepen tot een van de tien meest populaire internationale rockbands. In 1985 vierde Karat hun tienjarig bandjubileum met een uitgebreide tournee en het uitbrengen van het livealbum Auf dem Weg zu euch en een single met twee nieuwe nummers. Amper een jaar later verliet manager en bassist Henning Protzmann de band vanwege menselijke en muzikale verschillen. Christian Liebig, die eerder in de bluesband Engerling had gespeeld, stapte nu in als bassist. Adele Walther, voorheen werkzaam op de afdeling concert- en gastoptredens in Gera, nam de leiding over. In 1986 werd Karat ook bekroond met de Goldene Europa. Het jaar daarop verscheen het album Fünfte Jahreszeit, waarvan het verkooprecord opnieuw als een succes mag worden beschouwd. In 1986 en 1987 namen Bernd Römer, Ed Swillms en Herbert Dreilich deel aan het project Gitarreros, een superband die zowel bekende nummers van de deelnemende artiesten als internationale rockstandards speelde. Door de merkbare verandering in het politieke klimaat en nieuwe trends op de muziekmarkt nam de belangstelling van het publiek voor Karat en de meeste andere artiesten uit de DDR in de jaren die volgden voortdurend af. De tournees in 1987 en 1988 waren nog relatief goedkoop, maar het aantal optredens nam merkbaar af, het contact met Ulrich 'Ed' Swillms en Norbert Kaiser brokkelde langzaam af en Karat gleed af in de 'Wendekrise', die ook veel andere artiesten in de DDR trof.

### 1989 tot 1994
In 1989 begon Karat met de productie van het album ... im nächsten Frieden. Toen de band op 9 november in de Amiga-studio werkte aan het duet Über sieben Brücken mußt Du geh’n van Herbert Dreilich en Peter Maffay, werd de Berlijnse Muur in de directe omgeving van de opnamestudio geopend. Het duet, dat later door tal van radiostations werd gespeeld, werd de hymne van het jaar en het lied van de Duitse hereniging. Het album zelf kreeg echter weinig aandacht en verkocht slechter dan zijn voorgangers. Niettemin wist Karat opnieuw een succes te boeken op het Open Air Festival op de Hockenheimring, dat plaatsvond op 25 en 26 augustus 1990, met een concert voor een menigte van 120.000 mensen. Dit concert zou een van de weinige grote optredens van de band blijven tijdens de hereniging. In 1991 volgde bij het kleine muzieklabel Extra Records and Tapes met Karat de volgende publicatie van de formatie, die net als het vorige album weinig respons van het publiek kreeg. Ook muzikaal was het album niet erg overtuigend, dus de band was duidelijk ontevreden over de kwaliteit van het album zelf. Het gebrek aan concerttermijnen in die tijd en het geringe succes van het nieuwe album waren voor Thomas Kurzhals aanleiding om in 1992 afscheid te nemen van Karat om zijn eigen opnamestudio op te zetten. Hij werd vervangen door Martin Becker, die eerder onder meer toetsenist was bij Frank Schöbel. Er waren geen verdere publicaties in 1993 en 1994 omdat de band geen zelfontplooiing kon vinden bij het huidige label, hoewel de verbeterende concertsituatie in ieder geval aangaf dat de publieke belangstelling voor Karat weer toenam.

### 1995 tot 1999
In 1995, op het 20-jarig jubileum van de band, liep het contract met Extra Records and Tapes af en bracht Karat hun tiende album The Gifted Hour uit bij K&P Music, het label van Toni Krahl en Fritz Puppel van de band City. Het succes van het album zou als een goed teken kunnen worden beschouwd, evenals het succes van de tournee en het grote jubileumconcert op de drafbaan in Berlijn-Karlshorst. In mei 1996 verscheen Karat in het populaire WDR-programma Rockpalast in de Berlijnse Waldbühne. Op 9 oktober 1997 kreeg Herbert Dreilich een beroerte tijdens een concert in Maagdenburg, waardoor de toekomst van de band aanvankelijk onzeker leek. Maar in 1998 keerde hij terug naar het concertpodium. Zijn toestand liet hem aanvankelijk niet toe om het grootste deel van het concert te staan, daarom leunde hij lange tijd op een fauteuil, maar later steeds minder. De single Ocean van de cd Balance uit 1997 werd een comebackhit voor Karat.

### 2000 tot 2004
Voor hun 25-jarig jubileum in 2000 bracht de band hun jubileum-cd Ich Liebe Jede Stunde uit, een best-of-album met een paar nieuwe nummers. Naast de optredens van de band tijdens de jubileumtournee werden vijf speciale concerten gehouden onder het motto Karat meets Classic met begeleiding van het Babelsberg Film Orchestra, dat ook op het album Balance had gespeeld. Het combo vierde het officiële jubileumconcert met talrijke gasten op 9 september voor bijna 17.000 mensen in de Berlijnse Wuhlheide. In het voorjaar van 2001 verscheen het jubileumconcert als tweede livealbum op cd, vhs en later ook op dvd. Op 15 september 2002 trad Karat samen met vele andere bands en artiesten op tijdens het benefietconcert dat was georganiseerd door de Puhdys voor de slachtoffers van de watersnoodramp van augustus 2002 voor 30.000 toeschouwers op de Theaterplatz in Dresden. In 2003 introduceerde Karat hun nieuwe album Licht und Schatten, uitgebracht bij ZYX Music. Op 23 augustus 2003 vond het laatste concert van Karat plaats met hun oude zanger Herbert Dreilich in Neustadt (Orla). Korte tijd later werd hij eerst gediagnosticeerd met een maagzweer en vervolgens met leverkanker. Alle geplande concerten en projecten voor 2004 werden geannuleerd. Herbert Dreilich overleed op 12 december 2004 op 62-jarige leeftijd aan kanker. Vijf dagen na zijn dood beloofden de overgebleven muzikanten de fans dat ze elkaar het volgende jaar weer zouden zien.

### 2005 tot 2009
Op 10 januari 2005 werd officieel bevestigd dat de zoon van Herbert Dreilich, Claudius, het stokje zou overnemen als zanger. De gelijkenis van zijn stem met die van zijn vader werd al in 2000 opgemerkt tijdens het jubileumconcert in de Berlijnse Wuhlheide tijdens een bijdrage van de kinderen van de bandleden. De eerste tournee met de nieuwe zanger was succesvol en het publiek toonde sympathie voor het nieuwe bandlid. In de zomer van 2005 slaagde de band erin om opnieuw contact te maken met Ulrich 'Ed' Swillms, die sindsdien op zijn minst op het podium staat bij speciale concerten.
Bijna een jaar na de dood van Herbert Dreilich probeerde zijn weduwe het gebruik van de naam Karat voor de formatie met Claudius Dreilich wettelijk te beperken en vergoedingen te eisen voor het gebruik van de naam. De achtergrond van het geheel was de registratie van de merknaam Karat door Dreilich in 1998, waarvan de andere leden niets wisten. Vanwege de harde standpunten van de betrokken partijen kon geen minnelijke schikking worden bereikt. De band kon de naam Karat dan ook niet gebruiken tot een definitieve gerechtelijke opheldering van de mogelijke aanspraken op het handelsmerk of de vordering tot verwijdering van het handelsmerk door de bandleden. Vanaf 1 januari 2006 moest de band een voorlopige vervangende naam gebruiken. Op 29 december 2005 werd het laatste concert onder de naam Karat gegeven in de uitverkochte Stadthalle Rostock en werd de vervangende naam K...! aangekondigd.
In april 2006 brachten ze de maxi-single Der letzte Countdown uit en begonnen ze aan hun eerste tournee onder de voorlopige bandnaam K...!. Het aantal bezoekers van de volgende concerten was vanwege de onbekende naam echter veel lager dan normaal. In december van datzelfde jaar organiseerde de band voor het eerst sinds de oprichting een kersttournee, die liep onder de naam Winterzeit. K...! nodigde de a capella popband medlz uit als speciale gasten. Naast populaire Karat-klassiekers als Schwanenkönig, König der Welt, Der blaue Planet en Über sieben Brücken musst Du geh’n en enkele nummers van het debuutalbum van medlz, werden bekende, klassiek geïnterpreteerde kerstliederen uitgevoerd. Op 1 april 2007, de eerste zittingsdatum in het naamgeschil, stelde de rechtbank de betrokken partijen opnieuw voor om tot overeenstemming te komen, maar dat kwam er niet. Op 19 juni 2007 werd het vonnis geveld dat de weduwe Susanne Dreilich geen aanspraak had op de naam Karat en mocht de band de naam opnieuw gebruiken.
In de zomer van 2007 ging Karat met het Babelsberg Film Orchestra en de Puhdys, Silly, Dirk Michaelis, Ute Freudenberg, Werther Lohse (Lift) en Veronika Fischer op de Ostrock in Klassik-tournee, waarin bekende nummers van de uitvoerders werden gepresenteerd met deelname van het symfonieorkest in klassieke kledij. Ter gelegenheid van dit evenement werd een gelijknamig album en een dubbel-dvd uitgebracht, waarop alle artiesten die aan de tournee deelnamen hebben meegewerkt. Karat en de andere artiesten ontvingen elk een DVD Gold Award voor de dvd. Karat werkte ook aan het project en de tweede cd die in 2008 en 2009 uitkwam. Op 18 augustus 2007, in de loop van het vijfjarig jubileum van de Elbe-stormvloed in 2002, ontving de band de Frank Köckritz-prijs voor overstromingshelpers ter ere van hun benefietconcerten direct na de overstroming. In mei 2009 gaf Karat enkele concerten in Kosovo voor de VN-vredestroepen van de Bundeswehr.

### Vanaf 2010
In 2010 vierde Karat zijn 35-jarig bandjubileum met twee jubileumconcerten op 9 en 10 april 2010 in de Alte Oper Erfurt en een aansluitende tournee. De band ontving een gouden schijf voor hun best-of-sampler Vierzehn Karat, die in 1992 werd uitgebracht. Tegelijkertijd kwam het nieuwe album Weitergeh'n uit, nadat een paar weken eerder een biografisch boek van Christine Dähn was verschenen. In het concertseizoen 2012 speelde Karat voor het eerst in hun bandgeschiedenis een unplugged programma. Van 5 tot 7 oktober 2012 trad Karat op in het kasteel van Kiel samen met de Kieler Philharmoniker en andere gasten voor het gezamenlijke crossover-project Karat's Symphony, dat in oktober 2013 als livealbum werd uitgebracht. In 2014 ging Karat samen met de Puhdy's en City op tournee. Onder de naam Rock Legenden brachten ze ook een album uit waarop ze hun hits en enkele bekende nummers van andere artiesten coverden en nieuwe nummers presenteerden.
Het album Seelenschiffe werd uitgebracht in maart 2015 ter gelegenheid van het 40-jarig jubileum van de band. Ter gelegenheid van het podiumjubileum deed de band in april en mei naast de reguliere concertevenementen ook een speciale tournee, waarbij clubconcerten in een bijzonder intieme omlijsting werden gespeeld voor een klein publiek bij de omroepen van zes landelijke radiostations. Op 20 juni vierde Karat hun bandjubileum voor 12.000 fans in de Berlijnse Waldbühne. Matthias Reim, Ute Freudenberg, Gregor Meyle en Christoph Schneider van Rammstein stonden ook op het podium als muzikale gasten en felicitanten. Het concert werd in hetzelfde jaar uitgebracht als livealbum. Op 5 september 2015 werd Karat in het kader van de toekenning van de Goldene Henne onderscheiden met een Ehrehenne in de categorie «Muziek». Het studioalbum Labyrinth werd uitgebracht in oktober 2018.
In de loop van de COVID-19-pandemie moesten tal van concerten van een tournee die gepland was voor het 45-jarig jubileum worden uitgesteld. Op 20 mei 2020 gaf de band voor het eerst in hun geschiedenis een autoconcert op het terrein van de Messe Erfurt. Een hotelkamerconcert op 13 juni 2020 in Chemnitz, waar kijkers het liveoptreden vanuit hun hotelkamer konden volgen, trok ook in heel Duitsland veel bekijks. Het was het eerste hotelkamerconcert in Duitsland.

## Gastoptredens in het buitenland
Tijdens haar bestaan had de band gastoptredens in het buitenland in Denemarken, Frankrijk, Luxemburg, Oostenrijk, Zwitserland, Hongarije, de Sovjet-Unie, Joegoslavië, Tsjecho-Slowakije, Bulgarije, Polen, Roemenië, België, Kosovo, Noorwegen en Cuba.

## Onderscheidingen
- 1976: Zilveren medaille van de 3e Interpretenwettbewerb
- 1977: Gouden medaille op de 5e Leistungsschau der Unterhaltungskunst
- 1978: Kunstprijs van de FDJ
- 1978: Grand Prix op het International Schlager Festival
- 1978: Prijs van de Pers
- 1979: Kunstprijs van de DDR
- 1979, 1980, 1982: nl-Interpretenpreis
- 1983: Gouden schijf voor Der Blaue Planet in de Bondsrepubliek Duitsland
- 1984: Gouden plaat voor Albatros in de Bondsrepubliek Duitsland
- 1984: Nationale Prijs van de DDR voor Kunst en Cultuur
- 1986: Goldene Europa
- 2003: Media Controle Prijs
- 2007: Frank Köckritz-prijs
- 2010: Gouden schijf voor de dvd Ostrock in Klassik
- 2010: Gouden schijf voor Vierzehn Karat
- 2015: Goldene Henne voor muziek)
- 2016: Gouden Ticket voor de uitverkochte Rock Legenden tournee 2016
- 2016: Der Friedenstein (Kulturpreis van de Stadt Gotha)
- 2010:meerdere zilveren bongs en een gouden bong

## Muziekstijl

### Muziek
In de loop van hun ontwikkeling slaagde Karat er relatief vroeg in om een eigen muziekstijl te creëren, die voornamelijk gebaseerd is op een mix van rockmuziek met klassieke elementen en het beste kan worden toegeschreven aan progrock. Hoofdcomponist van de band Ulrich 'Ed' Swillms is hiervoor primair verantwoordelijk. Door zijn muziekstudies (afstudeerrichting cello en als bijvak piano, 1964-1968) kwam hij in nauw contact met klassieke muziek en door zijn werk met partituren van Bach tot Wagner tot Janáček leerde hij veel over hun harmonie en arrangeren. Een opmerkelijk voorbeeld hiervan is het nummer Albatros (album Über sieben Brücken), met name het instrumentale middengedeelte, dat wordt gedomineerd door het gespannen, opzwepende geluid van een strijkersgedeelte dat probeert te harmoniseren met elektrische gitaar, bas, drums en de fusie van rockmuziek met klassieke elementen.
De meest opvallende passagen in Karat-nummers worden meestal overgenomen door het keyboard of de elektrische gitaar, die dus centraal staan in het bandgeluid (bijvoorbeeld in König der Welt, Tiefsee, Schwannkönig en Glocke Zweitausend). Toch speelt het verloop van het basspoor (zoals in Auf den Meeren, Das Narrenschiff en Der blaue Planet) en de drums (bijvoorbeeld in Falscher Glanz, Jede Stunde en Der blaue Planet) vaak een centrale rol in liedjes, waardoor diverse en gevarieerde arrangementen op Karat-albums zijn opgenomen. De expressieve stem van Herbert Dreilich ontwikkelde zich tot een bijzonder handelsmerk van hun muziek. Zijn zoon Claudius bracht later soortgelijke vocale kwaliteiten naar de band.
Na het vertrek van Swillm volgde met de albums … im nächsten Frieden en Karat 91 een stijlbreuk, waarbij de band muzikaal meer bewoog tussen pop en hits. Deze twee minder succesvolle albums, die ook muzikaal minder typerend zijn voor Karat, worden vaak als zogenaamde best-of-compilaties gevonden in de winkels. Met het album The Gifted Hour uit 1995, het album Balance uit 1997 en de bezettingswisseling bij de toetsinstrumenten die al in 1992 had plaatsgevonden, keerde de band terug naar hun eigen stijl en gebruikte steeds meer progressieve elementen. Vooral in de tijd dat Herbert Dreilich als enige componist optrad (van Ich liebe jede Stunde bis Licht und Schatten en 30 Jahre Karat - Die letzten Songs von Herbert Dreilich), was er een beweging naar meer eenvoudig gestructureerde poprock.
Met het uitbrengen van het album Seelenschiffe in 2015 en nog meer met Labyrinth in 2018, wendde de band zich bewust tot hedendaagse en mainstream pop. Op deze twee albums verschenen steeds meer buitenlandse auteurs voor tekst en compositie en tal van gastmuzikanten speelden de nummers.

### Teksten
Hoewel het repertoire van de band in de beginjaren nog relatief gevarieerd was, vermengde het komische nummers zoals Erna (1975) en Das Monster (1976), nummers die typisch zijn voor tieners (ook met aangename, ietwat oppervlakkige teksten die in de buurt van jeugdjargon komen) zoals Schwester, Ich lauf' durch die Stadt (beide 1975), So ‘ne Kleine (1976), Reggae Rita Star (1977) en Dieser Sommer (1978) en diepere lyrische nummers als Abendstimmung (1976), Märchenzeit (1977) en König der Welt (1978), in 1978/1979 gevolgd door een duidelijke verschuiving naar lyrische, serieuzere teksten. Deze ontwikkeling hing samen met de toevoeging van de latere hoofdtekstschrijver Norbert Kaiser, die van 1979 tot 1987 bijna in zijn eentje teksten schreef voor Karat (daarvoor werkte de band echter samen met veel verschillende tekstschrijvers. Naast Herbert Dreilich zelf, schreven Jens Gerlach, Helmut Richter (Über sieben Brücken mußt Du gehen), Georg Friedrich, Burkhard Lasch en Kurt Demmler (König der Welt, Auf den Meeren) voor Karat).
De teksten van Kaiser, die vaak werden bepaald door verlangens, nodigden de luisteraar uit om te dromen (Albatros, 1979) en waren sterk geïnternaliseerd en metaforisch versleuteld (Magic Light, Deep Sea, Le Doyen II, alles uit 1980). De lp Schwannkönig, uitgebracht in 1980 en gekenmerkt door dezelfde teksten, werd gevangen in het kruisvuur van kritiek. Kaiser werd beschuldigd van een neiging tot gewichtigdoenerij en kitsch. Met het uitbrengen van het album The Blue Planet in 1982 keerde de band zich niet alleen af van de licht mystieke teksten van Schwannkönig, de teksten werden ook meer politiek.
Vanaf medio jaren 1980 schreef zanger Herbert Dreilich steeds vaker de teksten voor Karat. Zijn poëtische tot surrealistische teksten (Kalter Rauch, 1983; Hab den Mond mit der Hand berührt, 1985) werden in de late jaren 1980 gemakkelijker door het publiek geaccepteerd dan Kaisers poëzie (waarvan sommige nog steeds deels versleuteld waren), omdat ze gemakkelijker waren te begrijpen. Nadat Kaiser in 1987 de DDR verliet en zijn samenwerking met Karat beëindigde, was Dreilich de enige tekstschrijver tot aan zijn dood in 2004, op enkele uitzonderingen na. Sindsdien hebben voornamelijk Claudius Dreilich, toetsenist Martin Becker en bassist Christian Liebig de teksten geschreven, in een poging de lyrische sfeer voort te zetten die altijd typerend is geweest voor Karat. Sinds 2015 werkte de band ook samen met tekstschrijver Michael Sellin.
Opgemerkt moet worden dat Karat, in tegenstelling tot de beschuldigingen van sommige critici, te dicht bij de staat zou staan en zich conformeert en herhaaldelijk kritische politieke uitspraken in de nummers heeft geïntegreerd, zoals in Albatros (1979), Das Narrenschiff (1980), Marionetten (1982), Der blaue Planet (1982), Der Doppelgänger (1987), Glocke Zweitausend (1987), Lucifer (1995) en Der achte Tag (1995).

## Discografie
Zie Discografie van Karat

## Films

### Video-publicaties
- 2001: 25 Jahre Karat – Das Konzert (VHS)
- 2005: 25 Jahre Karat – Das Konzert (dvd) (verschilt in titelkeuze van versie 2001)
- 2007: Ostrock in Klassik (dvd) (Karat u. a.)
- 2010: Karat live aus der Alten Oper Erfurt (dvd)
- 2011: Albatros – Eine Band erzählt ihre Geschichte (dvd)
- 2015: 40 Jahre – Live von der Waldbühne Berlin (dvd)
- 2018: KARAT – Im Konzert (1982) (dvd)

### Andere
- 1976: Abendstimmung (DEFA discofilm)
- 1977: DEFA Disko 77
- 1979: Albatros (DEFA discofilm)
- 1979: Im Konzert (DDR-tv-productie) (Karat u. a.)
- 1981: Im Konzert: KARAT (DDR-tv-productie)
- 1981: Metronom Live (DDR-tv-productie) (Karat u. a.)
- 1982: Rock für den Frieden: KARAT (DDR-tv-productie)
- 1982: Im Konzert: KARAT (DDR-tv-productie)
- 1985: Rock für den Frieden: 10 Jahre Karat (DDR-tv-productie)
- 1996: Rockpalast: Deutschrockfestival (coproductie van WDR en MDR) (Karat u. a.)
- 2000: Tv-registratie 25 Jahre Karat – Ich liebe jede Stunde (productie van MDR)
- 2015: Meylensteine (tv-registratie van VOX)
- en andere muziekvideo's, documentaires en televisieproducties

### Monografieën
- Jürgen Balitzki: Rock aus erster Hand; Berlin: Lied der Zeit, Musikverlag, 1985; S. 48–57.
- Caroline Gerlach: Karat. Pop Nonstop; Berlin: Lied der Zeit, Musikverlag, 1985.
- Wolfgang Schumann: Karat. Über sieben Brücken … 20 Jahre Karat; Berlin: Henschel, 1995.
- Michael Rauhut: Rock in der DDR. 1964 bis 1989; Bonn: Bundeszentrale für Politische Bildung, 2002; ISBN 3-89331-459-8.
- J. Fritzsche: Meine Jahre mit Karat. Radeberg, Castrop-Rauxel 2005.
- Bernd Lindner: DDR. Rock und Pop; Köln: Komet, 2008; ISBN 978-3-89836-715-8.
- Christine Dähn (Hrsg.): Karat. Über sieben Brücken musst du gehn; Berlin: Neues Leben, 2010; ISBN 978-3-355-01768-8.

### Woordenboeken
- 1977: H. P. Hofmann: . VEB Lied der Zeit Musikverlag, Berlin (Ost)

### Artikels
- 1979: B. Siegmund: 5 Karat Musik, in: Freie Welt 4
- 1979: B. Bibratsch: Allein ist man nicht. Porträt der Gruppe Karat, in: Sonntag 47
- 1980: B. Bibratsch: Karat-Journal, in: Neues Leben 5
- 1980: R. Baumert: Erlebnis Studio, in: Melodie und Rhythmus 5
- 1981: B. Bibratsch: Karat, in: Melodie und Rhythmus 4
- 1982: L. Protzmann: Fünfkarätiges unter der Lupe, in: Tribüne, uitgave van 3 september 1982
- 1983: G. Junggebauer: Karat. Porträt in vier Folgen, in: Neue Berliner Illustrierte 19–22
- 1983: I. Dittmann: Sechs Karat Rockmusik. Leser-Interview, in: Neues Leben 8

### Bladmuziek
- G. Friedrich (Hrsg.): Karat: aus Amiga-Produktionen. Klavier-Sonderausgabe; Leipzig: Harth Musik-Verlag, 1980 (bevat nummers van de albums Karat en Über sieben Brücken)
- G. Friedrich (Hrsg.): Karat: aus Amiga-Produktionen; Particell-Ausgabe; Leipzig: Harth Musik-Verlag, 1981 (bevat nummers van het album Schwanenkönig)
- G. Friedrich (Hrsg.): Karat: aus Amiga-Produktionen; Particell-Sonderausgabe; Leipzig: Harth Musik-Verlag, 1984 (bevat nummers van het album Die sieben Wunder der Welt)
- G. Friedrich (Hrsg.): Karat. Über sieben Brücken; Leipzig: Harth Musik-Verlag, 1985 (bevat een selectie van de meest succesvolle titels van de jaren 1978–1984)

## Bezetting
| Oprichters        | Oprichters                                                                                               |
| ----------------- | --- |
| Basgitaar         | Henning Protzmann (tot 1986)                                                                             |
| Gitaar            | Ulrich Pexa (tot 1976)                                                                                   |
| Zang              | Neumi Neumann (tot 1977)                                                                                 |
| Drums             | Konrad Burkert (tot 1976)                                                                                |
| Keyboard          | Ulrich 'Ed' Swillms (tot 1987, sinds 2005 als gastmuzikant af en toe weer bij live concerten in de band) |
| Gitaar, zang      | Herbert Dreilich (tot 2004, †)                                                                           |
| Huidige bezetting | |
| Zang              | Claudius Dreilich (sinds 2005)                                                                           |
| Gitaar            | Bernd Römer (sinds 1976)                                                                                 |
| Basgitaar         | Christian Liebig (sinds 1986)                                                                            |
| Drums             | Michael Schwandt (sinds 1976)                                                                            |
| Keyboard          | Martin Becker (sinds 1992)                                                                               |
| Voormalige leden  | |
| Keyboard          | Thomas Kurzhals († 2014) (1984–1992)                                                                     |
| Keyboard          | Thomas Natschinski (1981–1984)                                                                           |